# Сан Антонио де Пале
Сан Антонио де Пале (шп. San Antonio de Palé) је град у Екваторијалној Гвинеји. Административни је центар провинције и острва Анобон које се налази у Гвинејском заливу. Налази се на северној обали острва, на обали Атлантског океана. Град према попису из 2002. године има 3.492 становника. У граду се говори анобонски и шпански језик.